# Rocco Pirri
Rocco Pirri (Noto, 1577 – Palermo, 8 september 1651) was een rooms-katholiek priester, kanunnik, koninklijk kapelaan en geschiedschrijver, ten tijde van het Spaans bestuur over het koninkrijk Sicilië. Hij werd onderscheiden met de titels van apostolisch protonotaris en abt In commendam.

## Levensloop
Pirri groeide op in Noto, in Zuid-Sicilië. Nadat hij privélessen gekregen had van priesters promoveerde hij aan de universiteit van Catania zowel in de theologie als in de rechtsgeleerdheid (1601). Vervolgens werd Pirri tot priester gewijd in het aartsbisdom Palermo. Pirri werd seculiere kanunnik verbonden aan het kapittel van de kathedraal van Palermo. Dit combineerde hij met een zitje als rechter van de Inquisitie. Hij genoot de steun van kardinaal Doria, aartsbisschop van Palermo en enkele malen stadhouder van Sicilië. Pirro stond ook in de gunst van de opeenvolgende Spaanse onderkoningen die zetelden in Palermo.
Pirri wijdde zich aan de geschiedenis van de vorsten en de Roomse Kerk op Sicilië. De kerkelijke geschiedenis omvatte voor hem het verleden van bisdommen en abdijen met hun leiders, alle kerkgebouwen op Sicilië, alsook de kloosterordes en hun heiligen. 
Koning Filips IV van Spanje wenste hem tot bisschop van Cefalù te benoemen doch Pirri bedankte voor de eer. Vandaar schonk Filips IV hem de post van koninklijk kapelaan, van beheerder der kerkschatten van de hofkapel, en schonk hem enkele prebendes. De bekendste prebende was de titel van abt van het Sant’Eliaklooster, een klooster der Basilianen in Noto.
Filips IV benoemde hem plechtig tot koninklijk geschiedschrijver in het jaar 1643, nadat Pirri al enige faam had verworven met zijn geschiedeniswerken. Tevens bezorgde de koning hem de titel van apostolisch protonotaris van het pauselijk hof.
Pirri’s erfenis bestond hoofdzakelijk uit boeken en manuscripten. Deze werden geschonken aan het Sint-Elisabethklooster in Palermo, waar Pirri ten grave werd gedragen, alsook aan vier kanunniken. Op zijn graf stond vermeld dat de herinnering aan Pirri onsterfelijk zou blijven, niet zozeer door zijn literair werk dan wel door zijn vroomheid.

## Werken
Pirri publiceerde meerdere geschiedkundige werken in het Neolatijn. Van zijn hand is onder meer de Chronologia regum penes quos Siciliae fuit imperium post exactos Saracenos (1630); hierin beschreef hij de opeenvolgende vorsten sinds de Normandiërs de Arabieren verslagen hadden op Sicilië. Een ander werk was de Notititiae Siciliensium ecclesiarum (1630-1633) in verschillende boekdelen. Dit behandelde de kerkgeschiedenis van Sicilië. Wegens succes herwerkte Pirri deze boeken, voegde illustraties en kaarten toe en vervolgens gaf hij het uit in de jaren 1644-1647 onder de titel Sicilia sacra disquisitionibus et notitiis illustrata, kortweg Sicilia sacra. 
Zowat een eeuw na zijn dood (1651) herwerkten Vita Maria Amico (1697-1762) en Antonio Mongitore (1663-1743), twee Roomse priesters, de Sicilia sacra (1733).